# Toronto Raptors 2018-2019
La stagione 2018-2019 dei Toronto Raptors è stata la 24ª stagione della franchigia nella NBA.

## Draft
I Toronto Raptors non hanno effettuato scelte nel draft di quest'anno in quanto hanno ceduto le loro ai Brooklyn Nets e ai Phoenix Suns.

## Roster
| \| Pos. \| Num. \| Naz. \| Nome \| Altezza \| Peso \| Data nascita \| Provenienza \| \| ---- \| ---- \| ---- \| ------------------- \| ------- \| ------ \| ------------ \| -------------------- \| \| G/AP \| 0 \| \| Miles, C.J. \| 198 cm \| 102 kg \| 18-03-1987 \| Skyline HS (TX) \| \| AP \| 1 \| \| McCaw, Patrick \| 201 cm \| 84 kg \| 25-10-1995 \| UNLV \| \| A \| 2 \| \| Leonard, Kawhi \| 201 cm \| 104 kg \| 29-06-1991 \| San Diego State \| \| A \| 3 \| \| Anunoby, OG \| 203 cm \| 107 kg \| 17-07-1997 \| Indiana \| \| G \| 4 \| \| Brown, Lorenzo \| 196 cm \| 86 kg \| 26-08-1990 \| North Carolina State \| \| G \| 7 \| \| Lowry, Kyle \| 183 cm \| 93 kg \| 25-03-1986 \| Villanova \| \| G \| 8 \| \| Loyd, Jordan (TW) \| 193 cm \| 95 kg \| 27-07-1993 \| Indianapolis \| \| A/C \| 9 \| \| Ibaka, Serge \| 208 cm \| 107 kg \| 18-09-1989 \| Repubblica del Congo \| \| AP \| 13 \| \| Miller, Malcolm \| 201 cm \| 95 kg \| 06-03-1993 \| Holy Cross \| \| G/AP \| 14 \| \| Green, Danny \| 198 cm \| 98 kg \| 22-06-1987 \| North Carolina \| \| C \| 15 \| \| Monroe, Greg \| 211 cm \| 120 kg \| 04-06-1990 \| Georgetown \| \| A \| 15 \| \| Moreland, Eric \| 208 cm \| 108 kg \| 21-8-1987 \| Oregon St. Beavers \| \| C \| 17 \| \| Valančiūnas, Jonas \| 213 cm \| 116 kg \| 06-05-1992 \| Lituania \| \| G \| 17 \| \| Lin, Jeremy \| 191 cm \| 91 kg \| 23-08-1988 \| Harvard \| \| G \| 20 \| \| Meeks, Jodie \| 193 cm \| 95 kg \| 21-08-1987 \| Kentucky \| \| G \| 22 \| \| Richardson, Malachi \| 198 cm \| 93 kg \| 05-01-1996 \| Syracuse \| \| G \| 23 \| \| VanVleet, Fred \| 183 cm \| 88 kg \| 25-02-1994 \| Wichita State \| \| G/AP \| 24 \| \| Powell, Norman \| 193 cm \| 98 kg \| 25-05-1998 \| UCLA \| \| A \| 25 \| \| Boucher, Chris (TW) \| 208 cm \| 91 kg \| 11-01-1993 \| Oregon \| \| C \| 33 \| \| Gasol, Marc \| 216 cm \| 116 kg \| 29-01-1985 \| Spagna \| \| A \| 43 \| \| Siakam, Pascal \| 206 cm \| 104 kg \| 02-04-1994 \| New Mexico State \| \| G \| 55 \| \| Wright, Delon \| 196 cm \| 86 kg \| 26-04-1992 \| Utah \| | Allenatore - Nick Nurse Assistente/i - Nate Bjorkgren - Adrian Griffin - Phil Handy - Eric Khoury - Alex McKechnie - Patrick Mutombo - Jim Sann - Sergio Scariolo Legenda - (C) Capitano - (FA) Free agent - (S) Sospeso - (TW) Contratto Two-way - (GL) Assegnato a squadra G League affiliata - Infortunato Roster • Transazioni · Ultima transazione: 3 novembre 2018 |                                               |                     |         |        |              |                      |
| Pos. | Num. | Naz.                                          | Nome                | Altezza | Peso   | Data nascita | Provenienza          |
| G/AP | 0 | Stati Uniti (bandiera)                        | Miles, C.J.         | 198 cm  | 102 kg | 18-03-1987   | Skyline HS (TX)      |
| AP | 1 | Stati Uniti (bandiera)                        | McCaw, Patrick      | 201 cm  | 84 kg  | 25-10-1995   | UNLV                 |
| A | 2 | Stati Uniti (bandiera)                        | Leonard, Kawhi      | 201 cm  | 104 kg | 29-06-1991   | San Diego State      |
| A | 3 | Inghilterra (bandiera)                        | Anunoby, OG         | 203 cm  | 107 kg | 17-07-1997   | Indiana              |
| G | 4 | Stati Uniti (bandiera)                        | Brown, Lorenzo      | 196 cm  | 86 kg  | 26-08-1990   | North Carolina State |
| G | 7 | Stati Uniti (bandiera)                        | Lowry, Kyle         | 183 cm  | 93 kg  | 25-03-1986   | Villanova            |
| G | 8 | Stati Uniti (bandiera)                        | Loyd, Jordan (TW)   | 193 cm  | 95 kg  | 27-07-1993   | Indianapolis         |
| A/C | 9 | Rep. del Congo (bandiera) · Spagna (bandiera) | Ibaka, Serge        | 208 cm  | 107 kg | 18-09-1989   | Repubblica del Congo |
| AP | 13 | Stati Uniti (bandiera)                        | Miller, Malcolm     | 201 cm  | 95 kg  | 06-03-1993   | Holy Cross           |
| G/AP | 14 | Stati Uniti (bandiera)                        | Green, Danny        | 198 cm  | 98 kg  | 22-06-1987   | North Carolina       |
| C | 15 | Stati Uniti (bandiera)                        | Monroe, Greg        | 211 cm  | 120 kg | 04-06-1990   | Georgetown           |
| A | 15 | Stati Uniti (bandiera)                        | Moreland, Eric      | 208 cm  | 108 kg | 21-8-1987    | Oregon St. Beavers   |
| C | 17 | Lituania (bandiera)                           | Valančiūnas, Jonas  | 213 cm  | 116 kg | 06-05-1992   | Lituania             |
| G | 17 | Stati Uniti (bandiera)                        | Lin, Jeremy         | 191 cm  | 91 kg  | 23-08-1988   | Harvard              |
| G | 20 | Stati Uniti (bandiera)                        | Meeks, Jodie        | 193 cm  | 95 kg  | 21-08-1987   | Kentucky             |
| G | 22 | Stati Uniti (bandiera)                        | Richardson, Malachi | 198 cm  | 93 kg  | 05-01-1996   | Syracuse             |
| G | 23 | Stati Uniti (bandiera)                        | VanVleet, Fred      | 183 cm  | 88 kg  | 25-02-1994   | Wichita State        |
| G/AP | 24 | Stati Uniti (bandiera)                        | Powell, Norman      | 193 cm  | 98 kg  | 25-05-1998   | UCLA                 |
| A | 25 | Saint Lucia (bandiera) · Canada (bandiera)    | Boucher, Chris (TW) | 208 cm  | 91 kg  | 11-01-1993   | Oregon               |
| C | 33 | Spagna (bandiera)                             | Gasol, Marc         | 216 cm  | 116 kg | 29-01-1985   | Spagna               |
| A | 43 | Camerun (bandiera)                            | Siakam, Pascal      | 206 cm  | 104 kg | 02-04-1994   | New Mexico State     |
| G | 55 | Stati Uniti (bandiera)                        | Wright, Delon       | 196 cm  | 86 kg  | 26-04-1992   | Utah                 |

## Classifiche

### Division
| Atlantic Division  | V  | S  | V%    | PR   | Casa  | Trasf | Div  | PG |
| ------------------ | -- | -- | ----- | ---- | ----- | ----- | ---- | -- |
| Toronto Raptors    | 58 | 24 | 0,707 | 0    | 32-9  | 26-15 | 12-4 | 82 |
| Philadelphia 76ers | 51 | 31 | 0.622 | 7.0  | 31-10 | 20-21 | 8-8  | 82 |
| Boston Celtics     | 49 | 33 | 0.598 | 9.0  | 28-13 | 21-20 | 10-6 | 82 |
| Brooklyn Nets      | 42 | 40 | 0.512 | 16.0 | 23-18 | 19-22 | 8-8  | 82 |
| N.Y. Knicks        | 17 | 65 | 0.207 | 41.0 | 9-32  | 8-33  | 2-14 | 82 |

### Conference
| Eastern Conference | Eastern Conference     | Eastern Conference | Eastern Conference | Eastern Conference | Eastern Conference | Eastern Conference |
| #                  | Squadra                | V                  | S                  | V%                 | PR                 | PG                 |
| ------------------ | ---------------------- | ------------------ | ------------------ | ------------------ | ------------------ | ------------------ |
| 1                  | z – Milwaukee Bucks    | 60                 | 22                 | .732               | –                  | 82                 |
| 2                  | y – Toronto Raptors    | 58                 | 24                 | .707               | 2,0                | 82                 |
| 3                  | x – Philadelphia 76ers | 51                 | 31                 | .622               | 9,0                | 82                 |
| 4                  | x – Boston Celtics     | 49                 | 33                 | .598               | 11,0               | 82                 |
| 5                  | x – Indiana Pacers     | 48                 | 34                 | .585               | 12,0               | 82                 |
| 6                  | x – Brooklyn Nets      | 42                 | 40                 | .512               | 18,0               | 82                 |
| 7                  | y – Orlando Magic      | 42                 | 40                 | .512               | 18,0               | 82                 |
| 8                  | x – Detroit Pistons    | 41                 | 41                 | .500               | 19,0               | 82                 |
|                    |                        |                    |                    |                    |                    |                    |
| 9                  | Charlotte Hornets      | 39                 | 43                 | .476               | 21,0               | 82                 |
| 10                 | Miami Heat             | 39                 | 43                 | .476               | 21,0               | 82                 |
| 11                 | Wash. Wizards          | 32                 | 50                 | .390               | 28,0               | 82                 |
| 12                 | Atlanta Hawks          | 29                 | 53                 | .354               | 31,0               | 82                 |
| 13                 | Chicago Bulls          | 22                 | 60                 | .268               | 38,0               | 82                 |
| 14                 | Cleveland Cavaliers    | 19                 | 63                 | .232               | 41,0               | 82                 |
| 15                 | N.Y. Knicks            | 17                 | 65                 | .207               | 43,0               | 82                 |

## Mercato

### Free Agency
Rinnovi
| Giocatore     | Contratto             |
| ------------- | --------------------- |
| Fred VanVleet | 2 anni (18.100.000 $) |
| Lorenzo Brown | 1 anno (1.620.000 $)  |

#### Acquisti
| Giocatore     | Contratto                       | Provenienza    |
| ------------- | ------------------------------- | -------------- |
| Chris Boucher | Contratto Two-way               | G.S. Warriors  |
| Jordan Loyd   | Contratto Two-way               | Darüşşafaka    |
| Greg Monroe   | 1 anno - 2,2 milioni di dollari | Boston Celtics |

#### Cessioni
| Giocatore         | Contratto  | Nuova Squadra |
| ----------------- | ---------- | ------------- |
| Alfonzo McKinnie  | Svincolato | G.S. Warriors |
| Lucas Nogueira    | Free Agent | Fuenlabrada   |
| Kay Felder        | Svincolato | Raptors 905   |
| Deng Adel         | Svincolato | Raptors 905   |
| Kyle Collinsworth | Svincolato | Raptors 905   |
| Eric Moreland     | Svincolato |               |
| Malcolm Miller    | Svincolato | Raptors 905   |

### Scambi
| 18 luglio 2018 | Toronto Raptors Kawhi Leonard Danny Green | San Antonio Spurs DeMar DeRozan Jakob Pöltl Scelta 1º giro Draft 2019 |

## Calendario e risultati

### Preseason
| Preseason 2018                                    | Preseason 2018                                    | Preseason 2018                                    | Preseason 2018                                    | Preseason 2018                                    | Preseason 2018                                    | Preseason 2018                                    | Preseason 2018                                    | Preseason 2018                                    |
| Record preseason: 4-1 (Casa: 3-0; Trasferta: 1-1) | Record preseason: 4-1 (Casa: 3-0; Trasferta: 1-1) | Record preseason: 4-1 (Casa: 3-0; Trasferta: 1-1) | Record preseason: 4-1 (Casa: 3-0; Trasferta: 1-1) | Record preseason: 4-1 (Casa: 3-0; Trasferta: 1-1) | Record preseason: 4-1 (Casa: 3-0; Trasferta: 1-1) | Record preseason: 4-1 (Casa: 3-0; Trasferta: 1-1) | Record preseason: 4-1 (Casa: 3-0; Trasferta: 1-1) | Record preseason: 4-1 (Casa: 3-0; Trasferta: 1-1) |
| Partita                                           | Data                                              | Avversario                                        | Punteggio                                         | Più punti                                         | Più rimbalzi                                      | Più assist                                        | Stadio e spettatori                               | Record                                            |
| ------------------------------------------------- | ------------------------------------------------- | ------------------------------------------------- | ------------------------------------------------- | ------------------------------------------------- | ------------------------------------------------- | ------------------------------------------------- | ------------------------------------------------- | ------------------------------------------------- |
| 1                                                 | 29.9.2018                                         | Portland T. Blazers                               | V 122-104                                         | Valančiūnas (17)                                  | Valančiūnas (7)                                   | VanVleet, Leonard (3)                             | Rogers Arena (18.654)                             | 1-0                                               |
| 2                                                 | 2.10.2018                                         | @ Utah Jazz                                       | P 90-105                                          | Valančiūnas (18)                                  | Valančiūnas, Siakam (9)                           | VanVleet (3)                                      | Vivint Smart Home Arena (18.306)                  | 1-1                                               |
| 3                                                 | 5.10.2018                                         | Melbourne United                                  | V 120-82                                          | Powell (21)                                       | Ibaka (12)                                        | Jones (5)                                         | Scotiabank Arena (15.781)                         | 2-1                                               |
| 4                                                 | 10.10.2018                                        | Brooklyn Nets                                     | V 118-91                                          | Green (23)                                        | Leonard (12)                                      | Leonard (5)                                       | Bell Centre N/A                                   | 3-1                                               |
| 5                                                 | 11.10.2018                                        | @ N.O. Pelicans                                   | V 134-119                                         | Richardson, Siakam (21)                           | Siakam (11)                                       | Siakam, Felder (6)                                | Smoothie King Center (15.047)                     | 4-1                                               |

### Regular season

#### Ottobre
| Ottobre 2018                                    | Ottobre 2018                                    | Ottobre 2018                                    | Ottobre 2018                                    | Ottobre 2018                                    | Ottobre 2018                                    | Ottobre 2018                                    | Ottobre 2018                                    | Ottobre 2018                                    |
| Record ottobre: 7-1 (Casa: 6-0; Trasferta: 1-1) | Record ottobre: 7-1 (Casa: 6-0; Trasferta: 1-1) | Record ottobre: 7-1 (Casa: 6-0; Trasferta: 1-1) | Record ottobre: 7-1 (Casa: 6-0; Trasferta: 1-1) | Record ottobre: 7-1 (Casa: 6-0; Trasferta: 1-1) | Record ottobre: 7-1 (Casa: 6-0; Trasferta: 1-1) | Record ottobre: 7-1 (Casa: 6-0; Trasferta: 1-1) | Record ottobre: 7-1 (Casa: 6-0; Trasferta: 1-1) | Record ottobre: 7-1 (Casa: 6-0; Trasferta: 1-1) |
| Partita                                         | Data                                            | Avversario                                      | Punteggio                                       | Più punti                                       | Più rimbalzi                                    | Più assist                                      | Spettatori                                      | Record                                          |
| ----------------------------------------------- | ----------------------------------------------- | ----------------------------------------------- | ----------------------------------------------- | ----------------------------------------------- | ----------------------------------------------- | ----------------------------------------------- | ----------------------------------------------- | ----------------------------------------------- |
| 1                                               | 17.10.2018                                      | Cleveland Cavaliers                             | V 116-104                                       | Lowry (27)                                      | Leonard (13)                                    | Lowry (8)                                       | Scotiabank Arena (19.915)                       | 1-0                                             |
| 2                                               | 19.10.2018                                      | Boston Celtics                                  | V 113-101                                       | Leonard (31)                                    | Leonard (10)                                    | VanVleet (7)                                    | Scotiabank Arena (19.800)                       | 2-0                                             |
| 3                                               | 20.10.2018                                      | @ Wash. Wizards                                 | V 117-113                                       | Lowry (28)                                      | Siakam (10)                                     | Lowry (12)                                      | Capital One Arena (16.185)                      | 3-0                                             |
| 4                                               | 22.10.2018                                      | Charlotte Hornets                               | V 127-106                                       | Leonard (22)                                    | Valančiūnas (10)                                | Lowry (14)                                      | Scotiabank Arena (19.800)                       | 4-0                                             |
| 5                                               | 24.10.2018                                      | Minnesota T'wolves                              | V 112-105                                       | Leonard (21)                                    | Valančiūnas (9)                                 | Lowry (12)                                      | Scotiabank Arena (19.800)                       | 5-0                                             |
| 6                                               | 26.10.2018                                      | Dallas Mavericks                                | V 116-107                                       | Leonard (21)                                    | Leonard (9)                                     | Lowry (12)                                      | Scotiabank Arena (19.800)                       | 6-0                                             |
| 7                                               | 29.10.2018                                      | @ Milwaukee Bucks                               | P 109-124                                       | Ibaka (30)                                      | Ibaka (9)                                       | Lowry (15)                                      | Fiserv Forum (17.341)                           | 6-1                                             |
| 8                                               | 30.10.2018                                      | Philadelphia 76ers                              | V 129-112                                       | Leonard (31)                                    | Siakam (15)                                     | Lowry (12)                                      | Scotiabank Arena (19.800)                       | 7-1                                             |

#### Novembre
| Novembre 2018                                     | Novembre 2018                                     | Novembre 2018                                     | Novembre 2018                                     | Novembre 2018                                     | Novembre 2018                                     | Novembre 2018                                     | Novembre 2018                                     | Novembre 2018                                     |
| Record novembre: 12-3 (Casa: 4-2; Trasferta: 8-1) | Record novembre: 12-3 (Casa: 4-2; Trasferta: 8-1) | Record novembre: 12-3 (Casa: 4-2; Trasferta: 8-1) | Record novembre: 12-3 (Casa: 4-2; Trasferta: 8-1) | Record novembre: 12-3 (Casa: 4-2; Trasferta: 8-1) | Record novembre: 12-3 (Casa: 4-2; Trasferta: 8-1) | Record novembre: 12-3 (Casa: 4-2; Trasferta: 8-1) | Record novembre: 12-3 (Casa: 4-2; Trasferta: 8-1) | Record novembre: 12-3 (Casa: 4-2; Trasferta: 8-1) |
| Partita                                           | Data                                              | Avversario                                        | Punteggio                                         | Più punti                                         | Più rimbalzi                                      | Più assist                                        | Spettatori                                        | Record                                            |
| ------------------------------------------------- | ------------------------------------------------- | ------------------------------------------------- | ------------------------------------------------- | ------------------------------------------------- | ------------------------------------------------- | ------------------------------------------------- | ------------------------------------------------- | ------------------------------------------------- |
| 9                                                 | 2.11.2018                                         | @ Phoenix Suns                                    | V 107-98                                          | Leonard (19)                                      | Valančiūnas (7)                                   | Lowry (12)                                        | Talking Stick Resort Arena (15.843)               | 8-1                                               |
| 10                                                | 4.11.2018                                         | @ L.A. Lakers                                     | V 121-107                                         | Ibaka (34)                                        | Siakam (13)                                       | Lowry (15)                                        | Staples Center (18.997)                           | 9-1                                               |
| 11                                                | 5.11.2018                                         | @ Utah Jazz                                       | V 124-111                                         | Lowry, Anunoby, VanVleet, Ibaka (17)              | Lowry, Siakam (7)                                 | Lowry (11)                                        | Vivint Smart Home Arena (18.306)                  | 10-1                                              |
| 12                                                | 7.11.2018                                         | @ Sacramento Kings                                | V 127-106                                         | Leonard (25)                                      | Ibaka (14)                                        | Lowry (8)                                         | Golden 1 Center (17.583)                          | 11-1                                              |
| 13                                                | 10.11.2018                                        | N.Y. Knicks                                       | V 128-112                                         | Siakam (23)                                       | Valančiūnas (10)                                  | Lowry (7)                                         | Scotiabank Arena (19.800)                         | 12-1                                              |
| 14                                                | 12.11.2018                                        | N.O. Pelicans                                     | P 110-126                                         | Siakam (22)                                       | Ibaka (14)                                        | Lowry (11)                                        | Scotiabank Arena (19.800)                         | 12-2                                              |
| 15                                                | 14.11.2018                                        | Detroit Pistons                                   | P 104-106                                         | Leonard (26)                                      | Leonard, Monroe (9)                               | Lowry (7)                                         | Scotiabank Arena (19.800)                         | 12-3                                              |
| 16                                                | 16.11.2018                                        | @ Boston Celtics                                  | P 116-123 (OT)                                    | Leonard (31)                                      | Leonard (15)                                      | Lowry (7)                                         | TD Garden (18.624)                                | 12-4                                              |
| 17                                                | 17.11.2018                                        | @ Chicago Bulls                                   | V 122-83                                          | VanVleet (18)                                     | Valančiūnas (9)                                   | Lowry (8)                                         | United Center (21.263)                            | 13-4                                              |
| 18                                                | 20.11.2018                                        | @ Orlando Magic                                   | V 93-91                                           | Leonard (18)                                      | Ibaka, Siakam (9)                                 | Lowry (7)                                         | Amway Center (16.016)                             | 14-4                                              |
| 19                                                | 21.11.2018                                        | @ Atlanta Hawks                                   | V 124-108                                         | Valančiūnas (24)                                  | Valančiūnas (13)                                  | Lowry (17)                                        | State Farm Arena (15.058)                         | 15-4                                              |
| 20                                                | 23.11.2018                                        | Wash. Wizards                                     | V 125-107                                         | Leonard (27)                                      | Leonard (10)                                      | Lowry (9)                                         | Scotiabank Arena (19.800)                         | 16-4                                              |
| 21                                                | 25.11.2018                                        | Miami Heat                                        | V 125-115                                         | Leonard (29)                                      | Leonard, Valančiūnas (10)                         | Lowry (10)                                        | Scotiabank Arena (19.800)                         | 17-4                                              |
| 22                                                | 27.11.2018                                        | @ Memphis Grizzlies                               | V 122-114                                         | Lowry (24)                                        | Leonard (10)                                      | Lowry (6)                                         | FedExForum (14.187)                               | 18-4                                              |
| 23                                                | 29.11.2018                                        | G.S. Warriors                                     | V 131-128 (OT)                                    | Leonard (37)                                      | Leonard, Lowry (8)                                | Lowry (12)                                        | Scotiabank Arena (19.800)                         | 19-4                                              |

#### Dicembre
| Dicembre 2018                                    | Dicembre 2018                                    | Dicembre 2018                                    | Dicembre 2018                                    | Dicembre 2018                                    | Dicembre 2018                                    | Dicembre 2018                                    | Dicembre 2018                                    | Dicembre 2018                                    |
| Record dicembre: 8-7 (Casa: 4-2; Trasferta: 4-5) | Record dicembre: 8-7 (Casa: 4-2; Trasferta: 4-5) | Record dicembre: 8-7 (Casa: 4-2; Trasferta: 4-5) | Record dicembre: 8-7 (Casa: 4-2; Trasferta: 4-5) | Record dicembre: 8-7 (Casa: 4-2; Trasferta: 4-5) | Record dicembre: 8-7 (Casa: 4-2; Trasferta: 4-5) | Record dicembre: 8-7 (Casa: 4-2; Trasferta: 4-5) | Record dicembre: 8-7 (Casa: 4-2; Trasferta: 4-5) | Record dicembre: 8-7 (Casa: 4-2; Trasferta: 4-5) |
| Partita                                          | Data                                             | Avversario                                       | Punteggio                                        | Più punti                                        | Più rimbalzi                                     | Più assist                                       | Spettatori                                       | Record                                           |
| ------------------------------------------------ | ------------------------------------------------ | ------------------------------------------------ | ------------------------------------------------ | ------------------------------------------------ | ------------------------------------------------ | ------------------------------------------------ | ------------------------------------------------ | ------------------------------------------------ |
| 24                                               | 1.12.2018                                        | @ Cleveland Cavaliers                            | V 106-95                                         | Leonard (34)                                     | Leonard (9)                                      | Siakam (5)                                       | Quicken Loans Arena (19.432)                     | 20-4                                             |
| 25                                               | 3.12.2018                                        | Denver Nuggets                                   | P 103-106                                        | Leonard (27)                                     | Valančiūnas (10)                                 | Lowry (12)                                       | Scotiabank Arena (19.800)                        | 20-5                                             |
| 26                                               | 5.12.2018                                        | Philadelphia 76ers                               | V 113-102                                        | Leonard (36)                                     | Leonard (9)                                      | Siakam (6)                                       | Scotiabank Arena (19.800)                        | 21-5                                             |
| 27                                               | 7.12.2018                                        | @ Brooklyn Nets                                  | P 105-106 (OT)                                   | Leonard (32)                                     | Valančiūnas (8)                                  | Lowry (11)                                       | Barclays Center (14.035)                         | 21-6                                             |
| 28                                               | 9.12.2018                                        | Milwaukee Bucks                                  | P 99-104                                         | Ibaka (22)                                       | Leonard (8)                                      | Lowry (7)                                        | Scotiabank Arena (19.800)                        | 21-7                                             |
| 29                                               | 11.12.2018                                       | @ L.A. Clippers                                  | V 123-99                                         | Ibaka (25)                                       | Ibaka (9)                                        | Lowry (14)                                       | Staples Center (17.812)                          | 22-7                                             |
| 30                                               | 12.12.2018                                       | @ G.S. Warriors                                  | V 113-93                                         | Lowry (23)                                       | Ibaka (12)                                       | Lowry (12)                                       | Oracle Arena (19.596)                            | 23-7                                             |
| 31                                               | 14.12.2018                                       | @ Portland T. Blazers                            | P 122-128                                        | Leonard (28)                                     | Green (11)                                       | VanVleet (8)                                     | Moda Center (19.458)                             | 23-8                                             |
| 32                                               | 16.12.2018                                       | @ Denver Nuggets                                 | P 86-95                                          | Leonard (29)                                     | Leonard (14)                                     | Leonard, Wright (4)                              | Pepsi Center (19.520)                            | 23-9                                             |
| 33                                               | 19.12.2018                                       | Indiana Pacers                                   | V 99-96                                          | Leonard (28)                                     | Leonard (10)                                     | Leonard (6)                                      | Scotiabank Arena (19.800)                        | 24-9                                             |
| 34                                               | 21.12.2018                                       | Cleveland Cavaliers                              | V 126-110                                        | Leonard (37)                                     | Siakam (10)                                      | VanVleet (8)                                     | Scotiabank Arena (19.800)                        | 25-9                                             |
| 35                                               | 22.12.2018                                       | @ Philadelphia 76ers                             | P 101-126                                        | Siakam (26)                                      | Monroe (8)                                       | Lowry (5)                                        | Wells Fargo Center                               | 25-10                                            |
| 36                                               | 26.12.2018                                       | @ Miami Heat                                     | V 106-104                                        | Leonard (30)                                     | Siakam (9)                                       | Ibaka (4)                                        | AmericanAirlines Arena (19.902)                  | 26-10                                            |
| 37                                               | 28.12.2018                                       | @ Orlando Magic                                  | P 87-116                                         | Leonard (30)                                     | Ibaka (4)                                        | Wright (4)                                       | Amway Center (18.846)                            | 26-11                                            |
| 38                                               | 30.12.2018                                       | Chicago Bulls                                    | V 95-89                                          | Leonard (27)                                     | Siakam (12)                                      | VanVleet (7)                                     | Scotiabank Arena (19.800)                        | 27-11                                            |

#### Gennaio
| Gennaio 2019                                     | Gennaio 2019                                     | Gennaio 2019                                     | Gennaio 2019                                     | Gennaio 2019                                     | Gennaio 2019                                     | Gennaio 2019                                     | Gennaio 2019                                     | Gennaio 2019                                     |
| Record gennaio: 10-5 (Casa: 8-1; Trasferta: 2-4) | Record gennaio: 10-5 (Casa: 8-1; Trasferta: 2-4) | Record gennaio: 10-5 (Casa: 8-1; Trasferta: 2-4) | Record gennaio: 10-5 (Casa: 8-1; Trasferta: 2-4) | Record gennaio: 10-5 (Casa: 8-1; Trasferta: 2-4) | Record gennaio: 10-5 (Casa: 8-1; Trasferta: 2-4) | Record gennaio: 10-5 (Casa: 8-1; Trasferta: 2-4) | Record gennaio: 10-5 (Casa: 8-1; Trasferta: 2-4) | Record gennaio: 10-5 (Casa: 8-1; Trasferta: 2-4) |
| Partita                                          | Data                                             | Avversario                                       | Punteggio                                        | Più punti                                        | Più rimbalzi                                     | Più assist                                       | Spettatori                                       | Record                                           |
| ------------------------------------------------ | ------------------------------------------------ | ------------------------------------------------ | ------------------------------------------------ | ------------------------------------------------ | ------------------------------------------------ | ------------------------------------------------ | ------------------------------------------------ | ------------------------------------------------ |
| 39                                               | 1.1.2019                                         | Utah Jazz                                        | V 122-116                                        | Leonard (45)                                     | Siakam (10)                                      | VanVleet (5)                                     | Scotiabank Arena (19.800)                        | 28-11                                            |
| 40                                               | 3.1.2019                                         | @ San Antonio Spurs                              | P 107-125                                        | Leonard (45)                                     | Monroe, Ibaka, Siakam (10)                       | Siakam (5)                                       | AT&T Center (18.354)                             | 28-12                                            |
| 41                                               | 5.1.2019                                         | @ Milwaukee Bucks                                | V 123-116                                        | Leonard, Siakam (30)                             | Ibaka, Green (9)                                 | VanVleet (8)                                     | Fiserv Forum (18.028)                            | 29-12                                            |
| 42                                               | 6.1.2019                                         | Indiana Pacers                                   | V 121-105                                        | Powell (23)                                      | Siakam (10)                                      | VanVleet, Lowry (8)                              | Scotiabank Arena (19.800)                        | 30-12                                            |
| 43                                               | 8.1.2019                                         | Atlanta Hawks                                    | V 104-101                                        | Leonard (31)                                     | Siakam (10)                                      | Leonard, Lowry (6)                               | Scotiabank Arena (19.800)                        | 31-12                                            |
| 44                                               | 11.1.2019                                        | Brooklyn Nets                                    | V 122-105                                        | Leonard (20)                                     | Leonard (11)                                     | Lowry (8)                                        | Scotiabank Arena (19.800)                        | 32-12                                            |
| 45                                               | 13.1.2019                                        | @ Wash. Wizards                                  | V 140-138 (2OT)                                  | Leonard (41)                                     | Siakam (19)                                      | Lowry (11)                                       | Capital One Arena (16.919)                       | 33-12                                            |
| 46                                               | 16.1.2019                                        | @ Boston Celtics                                 | P 108-117                                        | Leonard (33)                                     | Ibaka (10)                                       | Lowry, Siakam (7)                                | TD Garden (18.624)                               | 33-13                                            |
| 47                                               | 17.1.2019                                        | Phoenix Suns                                     | V 111-109                                        | Ibaka (22)                                       | Siakam (12)                                      | Lowry (8)                                        | Scotiabank Arena (19.800)                        | 34-13                                            |
| 48                                               | 19.1.2019                                        | Memphis Grizzlies                                | V 119-90                                         | Siakam (27)                                      | Siakam (8)                                       | VanVleet, Lowry (7)                              | Scotiabank Arena (19.800)                        | 35-13                                            |
| 49                                               | 22.1.2019                                        | Sacramento Kings                                 | V 120-105                                        | VanVleet, Lowry (19)                             | Ibaka (10)                                       | Lowry (9)                                        | Scotiabank Arena (19.800)                        | 36-13                                            |
| 50                                               | 23.1.2019                                        | @ Indiana Pacers                                 | P 106-110                                        | Ibaka (23)                                       | Ibaka (11)                                       | Lowry (7)                                        | Bankers Life Fieldhouse (16.879)                 | 36-14                                            |
| 51                                               | 25.1.2019                                        | @ Houston Rockets                                | P 119-121                                        | Leonard (32)                                     | Ibaka (14)                                       | Lowry (11)                                       | Toyota Center                                    | 36-15                                            |
| 52                                               | 27.1.2019                                        | @ Dallas Mavericks                               | V 123-120                                        | Leonard (33)                                     | Ibaka (11)                                       | Lowry (9)                                        | American Airlines Center                         | 37-15                                            |
| 53                                               | 31.1.2019                                        | Milwaukee Bucks                                  | P 105-92                                         | Siakam (28)                                      | Ibaka (10)                                       | Siakam, Lowry, VanVleet (3)                      | Scotiabank Arena                                 | 37-16                                            |

#### Febbraio
| Febbraio 2019                                    | Febbraio 2019                                    | Febbraio 2019                                    | Febbraio 2019                                    | Febbraio 2019                                    | Febbraio 2019                                    | Febbraio 2019                                    | Febbraio 2019                                    | Febbraio 2019                                    |
| Record febbraio: 8-1 (Casa: 5-1; Trasferta: 3-0) | Record febbraio: 8-1 (Casa: 5-1; Trasferta: 3-0) | Record febbraio: 8-1 (Casa: 5-1; Trasferta: 3-0) | Record febbraio: 8-1 (Casa: 5-1; Trasferta: 3-0) | Record febbraio: 8-1 (Casa: 5-1; Trasferta: 3-0) | Record febbraio: 8-1 (Casa: 5-1; Trasferta: 3-0) | Record febbraio: 8-1 (Casa: 5-1; Trasferta: 3-0) | Record febbraio: 8-1 (Casa: 5-1; Trasferta: 3-0) | Record febbraio: 8-1 (Casa: 5-1; Trasferta: 3-0) |
| Partita                                          | Data                                             | Avversario                                       | Punteggio                                        | Più punti                                        | Più rimbalzi                                     | Più assist                                       | Spettatori                                       | Record                                           |
| ------------------------------------------------ | ------------------------------------------------ | ------------------------------------------------ | ------------------------------------------------ | ------------------------------------------------ | ------------------------------------------------ | ------------------------------------------------ | ------------------------------------------------ | ------------------------------------------------ |
| 54                                               | 3.2.2019                                         | L.A. Clippers                                    | V 103-121                                        | Leonard (18)                                     | Ibaka (12)                                       | VanVleet (7)                                     | Scotiabank Arena                                 | 38-16                                            |
| 55                                               | 6.2.2019                                         | @ Philadelphia 76ers                             | V 119-107                                        | Leonard (24)                                     | Ibaka (10)                                       | Lowry (6)                                        | Wells Fargo Center                               | 39-16                                            |
| 56                                               | 8.2.2019                                         | @ Atlanta Hawks                                  | V 119-101                                        | Siakam (33)                                      | Siakam (14)                                      | Lowry (13)                                       | State Farm Arena                                 | 40-16                                            |
| 57                                               | 10.2.2019                                        | @ N.Y. Knicks                                    | V 104-99                                         | Lowry (22)                                       | Ibaka (13)                                       | Leonard, VanVleet (6)                            | Madison Square Garden                            | 41-16                                            |
| 58                                               | 12.2.2019                                        | Brooklyn Nets                                    | V 125-127                                        | Leonard (30)                                     | Ibaka (12)                                       | Leonard (8)                                      | Scotiabank Arena                                 | 42-16                                            |
| 59                                               | 14.2.2019                                        | Wash. Wizards                                    | V 120-129                                        | Siakam (44)                                      | Ibaka (13)                                       | Lowry (13)                                       | Scotiabank Arena                                 | 43-16                                            |
| Pausa All-Star Weekend                           |                                                  |                                                  |                                                  |                                                  |                                                  |                                                  |                                                  |                                                  |
| 60                                               | 23.2.2019                                        | San Antonio Spurs                                | V 117-120                                        | Leonard (25)                                     | Ibaka (15)                                       | Siakam, Gasol (6)                                | Scotiabank Arena                                 | 44-16                                            |
| 61                                               | 24.2.2019                                        | Orlando Magic                                    | P 113-98                                         | Lowry (19)                                       | Siakam (11)                                      | Lowry (10)                                       | Scotiabank Arena                                 | 44-17                                            |
| 62                                               | 27.2.2019                                        | Boston Celtics                                   | V 95-118                                         | Siakam (25)                                      | Siakam (8)                                       | Lowry (11)                                       | Scotiabank Arena                                 | 45-17                                            |

#### Marzo
| Marzo 2019                                    | Marzo 2019                                    | Marzo 2019                                    | Marzo 2019                                    | Marzo 2019                                    | Marzo 2019                                    | Marzo 2019                                    | Marzo 2019                                    | Marzo 2019                                    |
| Record marzo: 9-6 (Casa: 5-3; Trasferta: 4-3) | Record marzo: 9-6 (Casa: 5-3; Trasferta: 4-3) | Record marzo: 9-6 (Casa: 5-3; Trasferta: 4-3) | Record marzo: 9-6 (Casa: 5-3; Trasferta: 4-3) | Record marzo: 9-6 (Casa: 5-3; Trasferta: 4-3) | Record marzo: 9-6 (Casa: 5-3; Trasferta: 4-3) | Record marzo: 9-6 (Casa: 5-3; Trasferta: 4-3) | Record marzo: 9-6 (Casa: 5-3; Trasferta: 4-3) | Record marzo: 9-6 (Casa: 5-3; Trasferta: 4-3) |
| Partita                                       | Data                                          | Avversario                                    | Punteggio                                     | Più punti                                     | Più rimbalzi                                  | Più assist                                    | Spettatori                                    | Record                                        |
| --------------------------------------------- | --------------------------------------------- | --------------------------------------------- | --------------------------------------------- | --------------------------------------------- | --------------------------------------------- | --------------------------------------------- | --------------------------------------------- | --------------------------------------------- |
| 63                                            | 2.3.2019                                      | Portland T. Blazers                           | V 117-119                                     | Leonard (38)                                  | Gasol (8)                                     | Lowry (10)                                    | Scotiabank Arena                              | 46-17                                         |
| 64                                            | 4.3.2019                                      | @ Detroit Pistons                             | P 107-112                                     | Lowry (35)                                    | Ibaka (11)                                    | Lowry, Siakam, Gasol (5)                      | Little Caesars Arena                          | 46-18                                         |
| 65                                            | 6.3.2019                                      | Houston Rockets                               | P 107-95                                      | Leonard (26)                                  | Ibaka (15)                                    | Lowry (6)                                     | Scotiabank Arena                              | 46-19                                         |
| 66                                            | 9.3.2019                                      | @ N.O. Pelicans                               | V 127-104                                     | Leonard (31)                                  | Ibaka, Lowry (11)                             | Lowry (12)                                    | Smoothie King Center                          | 47-19                                         |
| 67                                            | 10.3.2019                                     | @ Miami Heat                                  | V 125-104                                     | Lowry (24)                                    | Ibaka (8)                                     | Lowry (10)                                    | AmericanAirlines Arena                        | 48-19                                         |
| 68                                            | 12.3.2019                                     | @ Cleveland Cavaliers                         | P 101-126                                     | Leonard (25)                                  | Leonard (9)                                   | Lowry (6)                                     | Quicken Loans Arena                           | 48-20                                         |
| 69                                            | 15.3.2019                                     | L.A. Lakers                                   | V 98-111                                      | Leonard (25)                                  | Leonard, Powell (8)                           | Siakam (6)                                    | Scotiabank Arena                              | 49-20                                         |
| 70                                            | 17.3.2019                                     | @ Detroit Pistons                             | P 107-110                                     | Leonard (33)                                  | Gasol (10)                                    | Gasol (8)                                     | Little Caesars Arena                          | 49-21                                         |
| 71                                            | 19.3.2019                                     | N.Y. Knicks                                   | V 92-128                                      | Lin (20)                                      | Gasol (11)                                    | VanVleet (12)                                 | Scotiabank Arena                              | 50-21                                         |
| 72                                            | 21.3.2019                                     | @ Oklahoma Thunder                            | V 123-114                                     | Siakam (33)                                   | Siakam (13)                                   | VanVleet, Siakam, Leonard, Green (6)          | Chesapeake Energy Arena                       | 51-21                                         |
| 73                                            | 23.3.2019                                     | Oklahoma Thunder                              | P 116-109                                     | Leonard (37)                                  | Powell (11)                                   | Gasol (6)                                     | Scotiabank Arena                              | 51-22                                         |
| 74                                            | 23.3.2019                                     | Charlotte Hornets                             | P 115-114                                     | Leonard (28)                                  | Leonard (9)                                   | Gasol, Lowry (6)                              | Scotiabank Arena                              | 51-23                                         |
| 75                                            | 23.3.2019                                     | Chicago Bulls                                 | V 103-112                                     | Powell (20)                                   | Ibaka (8)                                     | Lowry (6)                                     | Scotiabank Arena                              | 52-23                                         |
| 76                                            | 29.3.2019                                     | @ N.Y. Knicks                                 | V 117-92                                      | Siakam (31)                                   | Ibaka (10)                                    | VanVleet (8)                                  | Madison Square Garden                         | 53-23                                         |
| 77                                            | 31.3.2019                                     | @ Chicago Bulls                               | V 124-101                                     | VanVleet, Ibaka (23)                          | Ibaka (12)                                    | Lowry (8)                                     | United Center                                 | 54-23                                         |

#### Aprile
| Aprile 2019                                    | Aprile 2019                                    | Aprile 2019                                    | Aprile 2019                                    | Aprile 2019                                    | Aprile 2019                                    | Aprile 2019                                    | Aprile 2019                                    | Aprile 2019                                    |
| Record aprile: 4-1 (Casa: 2-0; Trasferta: 2-1) | Record aprile: 4-1 (Casa: 2-0; Trasferta: 2-1) | Record aprile: 4-1 (Casa: 2-0; Trasferta: 2-1) | Record aprile: 4-1 (Casa: 2-0; Trasferta: 2-1) | Record aprile: 4-1 (Casa: 2-0; Trasferta: 2-1) | Record aprile: 4-1 (Casa: 2-0; Trasferta: 2-1) | Record aprile: 4-1 (Casa: 2-0; Trasferta: 2-1) | Record aprile: 4-1 (Casa: 2-0; Trasferta: 2-1) | Record aprile: 4-1 (Casa: 2-0; Trasferta: 2-1) |
| Partita                                        | Data                                           | Avversario                                     | Punteggio                                      | Più punti                                      | Più rimbalzi                                   | Più assist                                     | Spettatori                                     | Record                                         |
| ---------------------------------------------- | ---------------------------------------------- | ---------------------------------------------- | ---------------------------------------------- | ---------------------------------------------- | ---------------------------------------------- | ---------------------------------------------- | ---------------------------------------------- | ---------------------------------------------- |
| 78                                             | 2.4.2019                                       | Orlando Magic                                  | V 109-121                                      | Green (29)                                     | Leonard (7)                                    | Lowry, VanVleet (7)                            | Scotiabank Arena                               | 55-23                                          |
| 79                                             | 4.4.2019                                       | @ Brooklyn Nets                                | V 115-105                                      | Siakam (28)                                    | Ibaka (12)                                     | Gasol (6)                                      | Barclays Center                                | 56-23                                          |
| 80                                             | 6.4.2019                                       | @ Charlotte Hornets                            | P 111-113                                      | Leonard (29)                                   | Ibaka (12)                                     | Lowry (11)                                     | Spectrum Center                                | 56-24                                          |
| 81                                             | 7.4.2019                                       | Miami Heat                                     | V 109-117                                      | Siakam, Powell (23)                            | Siakam, Gasol (10)                             | Gasol (7)                                      | Scotiabank Arena                               | 57-24                                          |
| 82                                             | 10.4.2019                                      | @ Minnesota T'wolves                           | V 120-100                                      | Leonard (20)                                   | Boucher (13)                                   | Lin (5)                                        | Target Center                                  | 58-24                                          |

## Playoff

### Primo turno

#### (2) Toronto Raptors - (7) Orlando Magic
| Playoffs 2019                                | Playoffs 2019                                | Playoffs 2019                                | Playoffs 2019                                | Playoffs 2019                                | Playoffs 2019                                | Playoffs 2019                                | Playoffs 2019                                | Playoffs 2019                                |
| Primo turno: 4–1 (Casa: 2–1; Trasferta: 2–0) | Primo turno: 4–1 (Casa: 2–1; Trasferta: 2–0) | Primo turno: 4–1 (Casa: 2–1; Trasferta: 2–0) | Primo turno: 4–1 (Casa: 2–1; Trasferta: 2–0) | Primo turno: 4–1 (Casa: 2–1; Trasferta: 2–0) | Primo turno: 4–1 (Casa: 2–1; Trasferta: 2–0) | Primo turno: 4–1 (Casa: 2–1; Trasferta: 2–0) | Primo turno: 4–1 (Casa: 2–1; Trasferta: 2–0) | Primo turno: 4–1 (Casa: 2–1; Trasferta: 2–0) |
| Partita                                      | Data                                         | Avversario                                   | Punteggio                                    | Più punti                                    | Più rimbalzi                                 | Più assist                                   | Spettatori                                   | Serie                                        |
| -------------------------------------------- | -------------------------------------------- | -------------------------------------------- | -------------------------------------------- | -------------------------------------------- | -------------------------------------------- | -------------------------------------------- | -------------------------------------------- | -------------------------------------------- |
| 1                                            | 13 aprile                                    | Orlando Magic                                | P 104-101                                    | Leonard (25)                                 | Siakam (9)                                   | Lowry (8)                                    | Scotiabank Arena 19.937                      | 0–1                                          |
| 2                                            | 17 aprile                                    | Orlando Magic                                | V 82-111                                     | Leonard (37)                                 | Siakam (10)                                  | Lowry (7)                                    | Scotiabank Arena 19.937                      | 1–1                                          |
| 3                                            | 20 aprile                                    | @ Orlando Magic                              | V 98-93                                      | Siakam (30)                                  | Siakam (11)                                  | Lowry (10)                                   | Amway Center                                 | 2–1                                          |
| 4                                            | 22 aprile                                    | @ Orlando Magic                              | V 107-85                                     | Leonard (34)                                 | Ibaka (12)                                   | Lowry (9)                                    | Amway Center                                 | 3–1                                          |
| 5                                            | 24 aprile                                    | Orlando Magic                                | V 96-115                                     | Leonard (27)                                 | Gasol (9)                                    | VanVleet (10)                                | Scotiabank Arena                             | 4–1                                          |

### Semifinali di Conference

#### (2) Toronto Raptors - (3) Philadelphia 76ers
| Playoffs 2019                                | Playoffs 2019                                | Playoffs 2019                                | Playoffs 2019                                | Playoffs 2019                                | Playoffs 2019                                | Playoffs 2019                                | Playoffs 2019                                | Playoffs 2019                                |
| Primo turno: 4–3 (Casa: 2-1; Trasferta: 1–2) | Primo turno: 4–3 (Casa: 2-1; Trasferta: 1–2) | Primo turno: 4–3 (Casa: 2-1; Trasferta: 1–2) | Primo turno: 4–3 (Casa: 2-1; Trasferta: 1–2) | Primo turno: 4–3 (Casa: 2-1; Trasferta: 1–2) | Primo turno: 4–3 (Casa: 2-1; Trasferta: 1–2) | Primo turno: 4–3 (Casa: 2-1; Trasferta: 1–2) | Primo turno: 4–3 (Casa: 2-1; Trasferta: 1–2) | Primo turno: 4–3 (Casa: 2-1; Trasferta: 1–2) |
| Partita                                      | Data                                         | Avversario                                   | Punteggio                                    | Più punti                                    | Più rimbalzi                                 | Più assist                                   | Spettatori                                   | Serie                                        |
| -------------------------------------------- | -------------------------------------------- | -------------------------------------------- | -------------------------------------------- | -------------------------------------------- | -------------------------------------------- | -------------------------------------------- | -------------------------------------------- | -------------------------------------------- |
| 1                                            | 28 aprile                                    | Philadelphia 76ers                           | V 95-108                                     | Leonard (45)                                 | Leonard (11)                                 | Lowry (8)                                    | Scotiabank Arena 19.937                      | 1–0                                          |
| 2                                            | 30 aprile                                    | Philadelphia 76ers                           | V 94-89                                      | Leonard (35)                                 | Leonard, Siakam, Gasol (7)                   | Leonard (6)                                  | Scotiabank Arena 19.937                      | 1–1                                          |
| 3                                            | 3 maggio                                     | @ Philadelphia 76ers                         | P 95-116                                     | Leonard (33)                                 | Green, Gasol (6)                             | Lowry (5)                                    | Wells Fargo Center 20.478                    | 1–2                                          |
| 4                                            | 5 maggio                                     | @ Philadelphia 76ers                         | V 101-96                                     | Leonard (39)                                 | Leonard (14)                                 | Lowry (7)                                    | Wells Fargo Center 20.478                    | 2–2                                          |
| 5                                            | 8 maggio                                     | Philadelphia 76ers                           | V 89-125                                     | Siakam (25)                                  | Leonard (13)                                 | Lowry (5)                                    | Scotiabank Arena 19.937                      | 3–2                                          |
| 6                                            | 10 maggio                                    | @ Philadelphia 76ers                         | V 101-112                                    | Leonard (29)                                 | Leonard (12)                                 | Lowry (6)                                    | Wells Fargo Center 20.478                    | 3–3                                          |
| 7                                            | 13 maggio                                    | Philadelphia 76ers                           | V 90-92                                      | Leonard (41)                                 | Gasol (11)                                   | Lowry (6)                                    | Scotiabank Arena 19.937                      | 4–3                                          |

### Finali di Conference

#### (2) Toronto Raptors - (1) Milwaukee Bucks
| Playoffs 2019                                | Playoffs 2019                                | Playoffs 2019                                | Playoffs 2019                                | Playoffs 2019                                | Playoffs 2019                                | Playoffs 2019                                | Playoffs 2019                                | Playoffs 2019                                |
| Primo turno: 4–2 (Casa: 3-0; Trasferta: 1–2) | Primo turno: 4–2 (Casa: 3-0; Trasferta: 1–2) | Primo turno: 4–2 (Casa: 3-0; Trasferta: 1–2) | Primo turno: 4–2 (Casa: 3-0; Trasferta: 1–2) | Primo turno: 4–2 (Casa: 3-0; Trasferta: 1–2) | Primo turno: 4–2 (Casa: 3-0; Trasferta: 1–2) | Primo turno: 4–2 (Casa: 3-0; Trasferta: 1–2) | Primo turno: 4–2 (Casa: 3-0; Trasferta: 1–2) | Primo turno: 4–2 (Casa: 3-0; Trasferta: 1–2) |
| Partita                                      | Data                                         | Avversario                                   | Punteggio                                    | Più punti                                    | Più rimbalzi                                 | Più assist                                   | Spettatori                                   | Serie                                        |
| -------------------------------------------- | -------------------------------------------- | -------------------------------------------- | -------------------------------------------- | -------------------------------------------- | -------------------------------------------- | -------------------------------------------- | -------------------------------------------- | -------------------------------------------- |
| 1                                            | 16 maggio                                    | @ Milwaukee Bucks                            | P 100-108                                    | Leonard (31)                                 | Gasol (12)                                   | Gasol (5)                                    | Fiserv Forum 17.500                          | 0–1                                          |
| 2                                            | 18 maggio                                    | @ Milwaukee Bucks                            | P 103-125                                    | Leonard (31)                                 | Ibaka (10)                                   | Lowry (4)                                    | Fiserv Forum 17.500                          | 0–2                                          |
| 3                                            | 20 maggio                                    | Milwaukee Bucks                              | V 112-118                                    | Leonard (36)                                 | Gasol (12)                                   | Gasol (7)                                    | Scotiabank Arena 19.800                      | 1–2                                          |
| 4                                            | 22 maggio                                    | Milwaukee Bucks                              | V 101-120                                    | Lowry (25)                                   | Ibaka (13)                                   | Gasol (7)                                    | Scotiabank Arena 19.800                      | 2–2                                          |
| 5                                            | 24 maggio                                    | @ Milwaukee Bucks                            | V 105-99                                     | Leonard (35)                                 | Leonard, Lowry (7)                           | Leonard (9)                                  | Fiserv Forum 17.500                          | 3–2                                          |
| 6                                            | 26 maggio                                    | Milwaukee Bucks                              | V 94-100                                     | Leonard (27)                                 | Leonard (17)                                 | Lowry (8)                                    | Scotiabank Arena 19.800                      | 4–2                                          |

### Finali NBA

#### (E2) Toronto Raptors - (W1) Golden State Warriors
| Playoffs 2019                                | Playoffs 2019                                | Playoffs 2019                                | Playoffs 2019                                | Playoffs 2019                                | Playoffs 2019                                | Playoffs 2019                                | Playoffs 2019                                | Playoffs 2019                                |
| Primo turno: 4–2 (Casa: 1-2; Trasferta: 3–0) | Primo turno: 4–2 (Casa: 1-2; Trasferta: 3–0) | Primo turno: 4–2 (Casa: 1-2; Trasferta: 3–0) | Primo turno: 4–2 (Casa: 1-2; Trasferta: 3–0) | Primo turno: 4–2 (Casa: 1-2; Trasferta: 3–0) | Primo turno: 4–2 (Casa: 1-2; Trasferta: 3–0) | Primo turno: 4–2 (Casa: 1-2; Trasferta: 3–0) | Primo turno: 4–2 (Casa: 1-2; Trasferta: 3–0) | Primo turno: 4–2 (Casa: 1-2; Trasferta: 3–0) |
| Partita                                      | Data                                         | Avversario                                   | Punteggio                                    | Più punti                                    | Più rimbalzi                                 | Più assist                                   | Spettatori                                   | Serie                                        |
| -------------------------------------------- | -------------------------------------------- | -------------------------------------------- | -------------------------------------------- | -------------------------------------------- | -------------------------------------------- | -------------------------------------------- | -------------------------------------------- | -------------------------------------------- |
| 1                                            | 31 maggio                                    | G.S. Warriors                                | V 109-118                                    | Siakam (32)                                  | Siakam, Leonard (8)                          | Lowry (9)                                    | Scotiabank Arena 19.800                      | 1–0                                          |
| 2                                            | 3 giugno                                     | G.S. Warriors                                | P 109-104                                    | Leonard (34)                                 | Leonard (14)                                 | Siakam (5)                                   | Scotiabank Arena 19.800                      | 1–1                                          |
| 3                                            | 6 giugno                                     | @ G.S. Warriors                              | V 123-109                                    | Leonard (30)                                 | Siakam (9)                                   | Lowry (9)                                    | Oracle Arena 19.596                          | 2–1                                          |
| 4                                            | 8 giugno                                     | @ G.S. Warriors                              | V 105-92                                     | Leonard (36)                                 | Leonard (12)                                 | Lowry (7)                                    | Oracle Arena 19.596                          | 3–1                                          |
| 5                                            | 11 giugno                                    | G.S. Warriors                                | P 106-105                                    | Leonard (26)                                 | Leonard (12)                                 | Lowry, Leonard (6)                           | Scotiabank Arena 19.800                      | 3–2                                          |
| 6                                            | 14 giugno                                    | @ G.S. Warriors                              | V 114-110                                    | Lowry, Siakam (26)                           | Siakam (10)                                  | Lowry (10)                                   | Oracle Arena 19.596                          | 4–2                                          |

## Premi individuali
| Assegnato a   | Premio                                       | Data premio      | Ref.  |
| ------------- | -------------------------------------------- | ---------------- | ----- |
| Pascal Siakam | Giocatore della settimana Eastern Conference | 12 novembre 2018 | [ 1 ] |
| Kawhi Leonard | Giocatore della settimana Eastern Conference | 3 dicembre 2018  | [ 2 ] |
| Nick Nurse    | Coach del mese Eastern Conference            | 3 dicembre 2018  | [ 3 ] |
| Kawhi Leonard | Giocatore della settimana Eastern Conference | 14 gennaio 2018  | [ 4 ] |